# Jealous Guy
Jealous Guy är en låt av John Lennon, inspelad 1971 och utgiven som singel den 18 november 1985. Låten, som finns på albumet Imagine, har gjorts i flera coverversioner, bland annat av Donny Hathaway, Black Crowes, Jeff Tweedy, Peter Criss, Roxy Music, Deftones och The Faces. Från början hette låten Child of Nature och skrevs i Rishikesh (Indien) när Beatles var där 1968. En demoversion spelades in hemma hos George Harrison men låten användes inte (vilket var avsikten) till The Beatles ("The White Album"). Även under inspelningen av Let It Be testades "Child of Nature". En kort snutt finns med på Let It Be... Naked.